# Pablo Riveros
Pablo Emilio Riveros Reina (Une, Cundinamarca, 30 de junio de 1873-Villavicencio, 4 de diciembre de 1924) fue médico y Topógrafo de profesión colombiano, militante del partido liberal. Es conocido por contribuir junto a Juan de Dios Rozo Moreno en la fundación del municipio de Acacías Meta (Colombia).

## Biografía
Pablo Riveros llegó por primera vez a los Llanos Orientales en su condición de médico haciedno parte de las fuerzas revolucionarias del general Avelino Rosas, líder militar durante la Guerra de los Mil Días.
Riveros fue cauchero en el Vaupés y desarrollo varios caminos de los Llanos Orientales donde se estableció en un caserío donde hoy en día queda la ciudad de Cumaral. Allí instaló su consultorio, en el cual formuló medicinas como "La toma antioqueña", que en la época era especial para curar el Paludismo, la cual era hecha a base de Quinina y Ruibarbo.
Se enfermó de neumonía encontrándose en su finca "San Pablo", fue luego llevado a la ciudad de Villavicencio donde falleció el 4 de diciembre de 1924.

## Fundación de Acacias

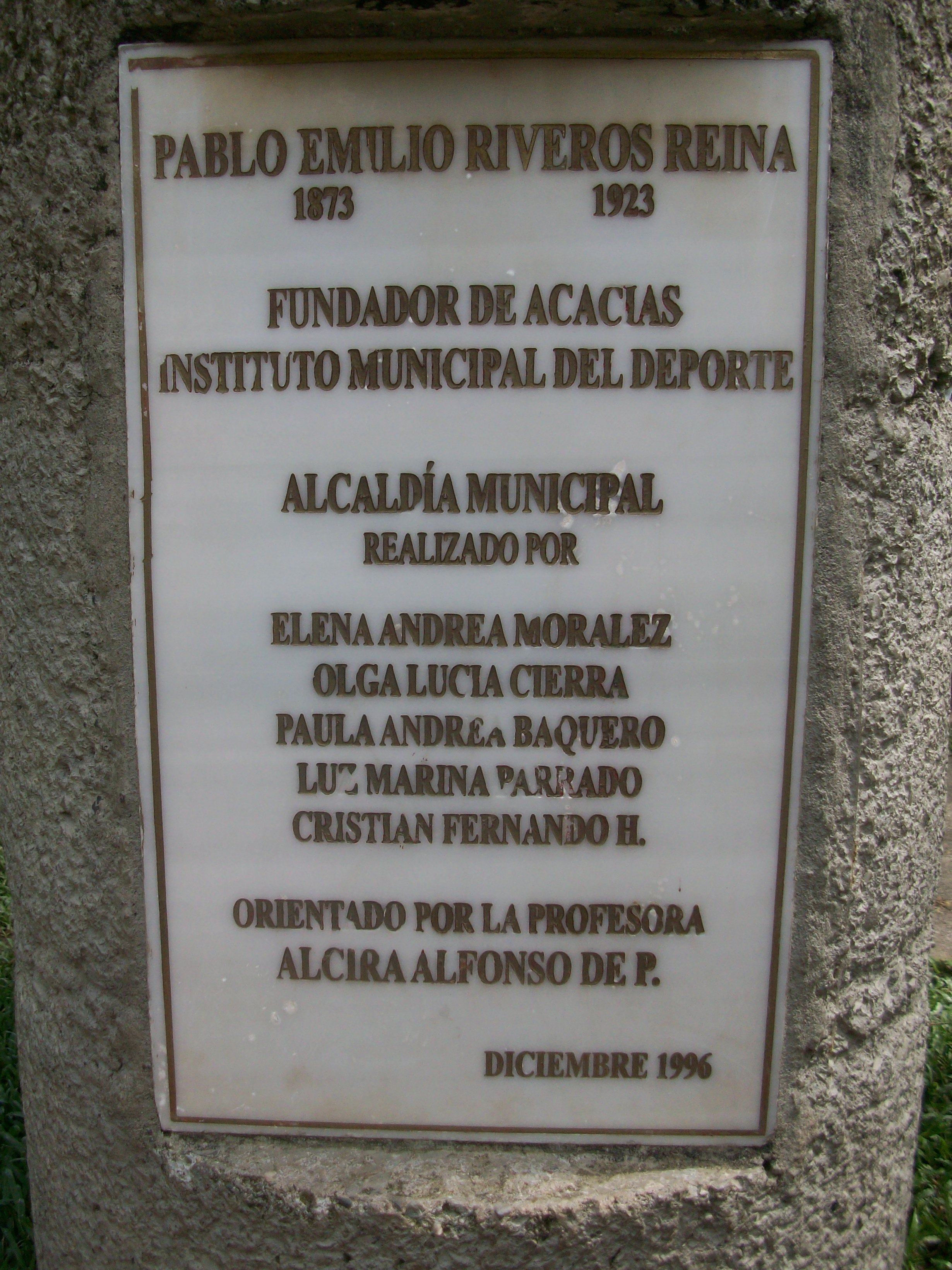
Placa conmemorativa.

Antes de la fundación del pueblo, Riveros se estableció en una finca, la cual llamó San Pablo, hoy conocida como "La conchita", hizo de ésta una finca prospera. Tiempo después compró un terreno cerca al camino -cardinal oriental- San Martín (Meta) – Villavicencio, Hoy calles 14 y 15, donde estableció un consultorio donde atendía a sus pacientes.
Riveros exploró la selva virgen del territorio y para la fundación del pueblo escogió el bosque entre el "Río Acacías" y "Acaciítas", el cual era el terreno más apropiado porque se encontraba en una superficie alta, seca y con abundantes aguas. El corregidor dio la orden de dar inicio a la construcción.
Bajo su orden se hicieron los trazados de las calles dejándolas de 90 metros de longitud por 15 de ancho, lo suficientemente anchas y rectas para ser la base de una población moderna.
A las 10 de la mañana del 7 de agosto de 1920, luego de la misa campal, y en sesión solemne, en la plaza de mercado, presidida por las autoridades civiles y eclesiásticas de San Martín (Meta), desde el lugar escogido para el parque, se acordó bautizar el territorio con el nombre de Corregimiento de Boyacá en recuerdo de la Batalla de Boyacá cuyo aniversario se celebraba ese día. También se le definió la demarcación bajo la cual después sería diseñado el caserío.
Tiempo después se propuso cambiarle de nombre al pueblo por el de Acacías, palabra derivada de la especie vegetal abundante en la región.

## Homenajes
Existe un colegio del sector oficial en el municipio de Acacías con el nombre de Pablo Emilio Riveros, y aún se conmemora el 7 de agosto como la fecha oficial de la fundación del municipio, en este día los diferentes colegios tanto oficiales como privados y demás instituciones gubernamentales rinden homenaje al municipio y sus fundadores con un desfile con bandas de guerra por las principales calles de la ciudad finalizando este en el parque principal donde hacen los actos protocolarios.